# 內野明音
內野明音（日语：内野 明音，11月13日—），日本女性配音員。出身於神奈川縣。身高156cm。AB型血。

## 人物簡介
AXL ONE所屬（2014年4月1日加入），AXL ZERO第2期畢業。

## 演出作品
※粗體字表示說明飾演的主要角色。

### 電視動畫
2014年
- 普通女高中生要做當地偶像

2015年
- 怪盜Joker（蘿絲）

2017年
- THE REFLECTION（日语：THE REFLECTION）（女高中生1）
- 夢幻慶典R（粉絲）

2019年
- 蠟筆小新（客C）

2020年
- 蠟筆小新（小孩B）

### 電影動畫
2019年
- 天氣之子[3]

### 遊戲
年份不詳
- （威廉）

2014年
- Photograph Journey ～戀愛旅行 廣島篇&神奈川篇～（日语：Photograph Journey）
- Photograph Journey ～戀愛旅行 新潟篇&北海道篇～

2017年
- 青空Under Girls！（日语：青空アンダーガールズ!）（野野宮琴音）

2018年
- 逆轉奧賽羅尼亞（桃樂絲）

### 廣播劇CD
- Photograph Journey ～in Hokkaido～

## 音樂作品

### 角色歌曲
| 發行日期 | 標題        | 名義            | 曲名                       | 商業搭配                          |
| 2019年   | 2019年      | 2019年          | 2019年                     | 2019年                            |
| -------- | ----------- | --------------- | -------------------------- | --------------------------------- |
| 8月29日  | STAR☆TING！ | 青空Under Girls | 「STAR☆TING！」 「」       | 遊戲《青空Under Girls！》相關歌曲 |
| 8月29日  | STAR☆TING！ | Twinkle☆Star    | 「」 「明日行方」 「未待」 | 遊戲《青空Under Girls！》相關歌曲 |

## 腳註

## 外部連結
- 株式會社AXL ONE公式官網的聲優簡介 （页面存档备份，存于） （日語）